# Pannenspons

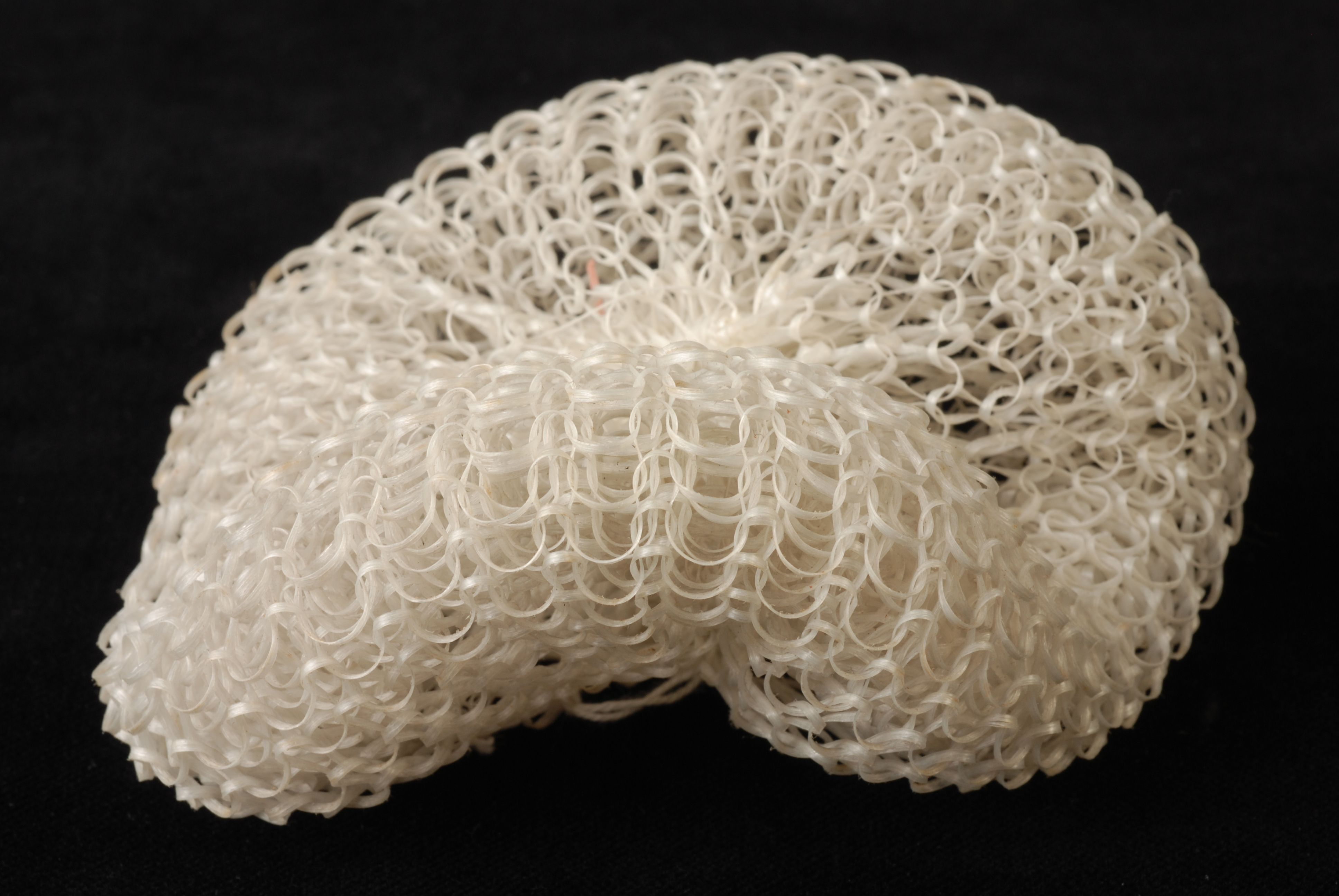
pannenspons van kunststofdraad

Een pannenspons is een voorwerp dat is vervaardigd van roestvrij staal- of messingdraad, staalwol of kunststofdraad en dat wordt gebruikt om pannen te reinigen. Vooral wanneer de pannen aangekoekt zijn is daarbij enige schuurkracht noodzakelijk. Soms wordt dan ook een schuurmiddel toegevoegd. Wel is het zaak, vooral bij de aluminium pannen, dat het reinigingsproces krasvrij verloopt. Een pannenspons wordt vervaardigd op een speciale rondbreimachine.
Vanouds gebruikte men heermoes voor deze taak, aangezien deze plant ruw is vanwege het vele kiezelzuur.
Een typische pannensponsfabriek was ALPA (Alle Pannen) te Leidschendam, die bestond van eind jaren dertig van de 20e eeuw tot 1968.